# Mutisia spinosa
La reina mora o flor de estrella (Mutisia spinosa) es una especie de planta con flores perteneciente a la familia  Asteraceae.
Es una planta trepadora perenne con zarcillos. Sus hojas son simples de forma ovalada pero su borde es espinoso y dentado.  
El nombre genérico Mutisia le fue asignado en honor de José Celestino Mutis (1732, 1808) botánico español.

## Descripción
Es una planta trepadora, sus flores son de color mora pálido o lila con entre siete a 14 pétalos de unos 5 cm de largo formando una corola abierta, su zarcillo es simple. Como planta trepadora se recuesta sobre arbustos y árboles pequeños, formando densos entramados de tallos ayudada por sus potentes zarcillos, pudiendo desarrollarse hasta elevaciones de unos 4 a 5 m del suelo.

## Distribución
En Chile se presenta entre la VII y XI región, contra la cordillera, y en Argentina en la franja de bosques patagónicos a la altura del paralelo 40 (Parque nacional Nahuel Huapi). Habita en la franja entre 500 y 2000 m s. n. m.